# Budynek Centralnego Telegrafu
Budynek Centralnego Telegrafu (ros. Здание Центрального телеграфа) – moskiewski zabytek architektury położony przy ulicy Twerskiej 7. 
Został zbudowany w latach 1925–1927 według projektu Iwana Rerberga. Jego styl określany jest jako pośredni między modernizmem a konstruktywizmem.
Obecnie budynek jest siedzibą sieci ОАО «Центральный телеграф», jednego z operatorów telefonii. 